# Sparkasse Olpe-Drolshagen-Wenden
Die Sparkasse Olpe-Drolshagen-Wenden ist eine Sparkasse in Nordrhein-Westfalen mit Sitz in Olpe. Sie ist eine Anstalt des öffentlichen Rechts.

## Geschäftsgebiet und Träger
Das Geschäftsgebiet der Sparkasse Olpe-Drolshagen-Wenden umfasst die Städte Olpe und Drolshagen sowie die Gemeinde Wenden im Kreis Olpe. Träger der Sparkasse ist der Sparkassenzweckverband der Städte Olpe, Drolshagen und der Gemeinde Wenden, dem alle drei Kommunen als Mitglieder angehören.

## Geschäftszahlen
Die Sparkasse Olpe-Drolshagen-Wenden wies im Geschäftsjahr 2023 eine Bilanzsumme von 1,213 Mrd. Euro aus und verfügte über Kundeneinlagen von 918,87 Mio. Euro. Gemäß der Sparkassenrangliste 2023 liegt sie nach Bilanzsumme auf Rang 300. Sie unterhält 6 Filialen/Selbstbedienungsstandorte und beschäftigt 158 Mitarbeiter.

## Sparkassen-Finanzgruppe
Die Sparkasse Olpe-Drolshagen-Wenden ist Teil der Sparkassen-Finanzgruppe und gehört damit auch ihrem Haftungsverbund an. Er sichert den Bestand der Institute und sorgt dafür, dass sie auch im Fall der Insolvenz einzelner Sparkassen alle Verbindlichkeiten erfüllen können. Die Sparkasse vermittelt Bausparverträge der regionalen Landesbausparkasse, offene Investmentfonds der Deka und Versicherungen der Provinzial NordWest. Im Bereich des Leasing arbeitet die Sparkasse Olpe-Drolshagen-Wenden mit der  Deutschen Leasing zusammen. Die Funktion der Sparkassenzentralbank nimmt die Landesbank Hessen-Thüringen wahr.